# Ariane Dreyfus
Pour les articles homonymes, voir Dreyfus.
 (février 2023).
Si vous disposez d'ouvrages ou d'articles de référence ou si vous connaissez des sites web de qualité traitant du thème abordé ici, merci de compléter l'article en donnant les références utiles à sa vérifiabilité et en les liant à la section « Notes et références ».
Ariane Dreyfus, née le 6 octobre 1958 au Raincy (Seine-Saint-Denis), est enseignante, poétesse et critique littéraire française.

## Biographie
Elle est aujourd’hui retraitée, après avoir exercé les fonctions d’enseignante agrégée de lettres modernes en Seine-Saint-Denis.
Par ailleurs, elle a publié des poèmes narratifs (souvent polyphoniques et en lien avec l’éros) dans de nombreuses revues littéraires (Aires, Recueil, Le Nouveau Recueil, L'Atelier contemporain, Po&sie, Théodore Balmoral, Europe, Verso, Decision (Allemagne), Thauma, Bacchanales et Neige d’août).
En 2017, elle est nommée membre du jury du grand prix national de la poésie du ministère de la Culture.

## Engagement politique
Engagée au sein de La France insoumise, elle co-signe dès 2017 une tribune dans Mediapart intitulée « Faire gagner la gauche passe par le vote Mélenchon ».

## Œuvres
- L’Amour 1, Éd. De, 1993 ; édition modifiée et définitive in Matthieu Gosztola, Ariane Dreyfus, Éditions des Vanneaux, 2012.
- Un visage effacé, dessins de Jean Fléaca, Tarabuste éditeur, coll. « Doute B. a. t. », 1995.
- Les Miettes de décembre, dessin de Julie Thiébaut, Le Dé bleu, coll. « la belle Dérangère », 1997.
- La Durée des plantes, éd. Tarabuste, coll. « Doute B. a. t. », 1998 ; 2007 pour l’édition revue et corrigée.
- Une histoire passera ici, dessin de Marie-Linda Ortega, Flammarion, coll. « Poésie/Flammarion », 1999.
- Quelques branches vivantes, dessin de Béatrice Cazaubon, Flammarion, coll. « Poésie/Flammarion », 2001.
- Les Compagnies silencieuses, dessin de Béatrice Cazaubon, Flammarion, coll. « Poésie/Flammarion », 2001.
- La Belle Vitesse,  en collaboration avec Valérie Linder, éd. Le Dé bleu, coll. « le farfadet bleu », 2002.
- La Bouche de quelqu'un, Éditions Tarabuste, coll. « Doute B. a. t. », 2003.
- L’Inhabitable, dessin de Valérie Linder, Flammarion, coll. « Poésie/Flammarion », 2006.
- Iris, c’est votre bleu, dessin de Valérie Linder, Le Castor Astral, 2008.
- La Terre voudrait recommencer, dessin de Valérie Linder, Flammarion, coll. « Poésie/Flammarion », 2010.
- Nous nous attendons, Reconnaissance à Gérard Schlosser, Le Castor Astral, 2012.
- La Lampe allumée si souvent dans l'ombre, José Corti, 2013.
- Le Dernier Livre des enfants, Flammarion, coll. « Poésie/Flammarion », 2016.
- Sophie ou la vie élastique, Le Castor Astral, 2020.
- Comme si c'était hier, Tarabuste, 2022.

## Prix et distinctions
- 2007 : prix des Découvreurs